# Choto (comida)
El choto es un plato característico de Uruguay, cuya raíz se encuentra en Palermo y Sicilia en el sur de Italia (stigghiola). Se prepara a la parrilla, como parte del asado uruguayo. Es uno de los ingredientes distintivos de una parrilla uruguaya, junto con la pamplona y la tripa rellena. En Argentina es raramente consumido.

## Preparación
Consiste en una trenza de intestinos de cordero, que se forma al enrollar los chinchulines (intestino delgado) alrededor de la tripa gorda (intestino grueso).
Lo común es comprarlos ya listos para prepararlo y posteriormente asar a la parrilla, junto con otros ingredientes como chorizos, morcilla, mollejas, etc. Se suele consumir aderezándolo siempre con jugo de limón y con los clásicos aderezos de la parrilla, como el chimichurri, la salsa criolla o la fariña.